# 소주
소주(燒酒)는 곡류를 발효시켜 증류하거나, 에탄올을 물로 희석하여 만든 술이다.

## 어원
소주라는 말은 태워서 만든 술이라는 뜻이다. 소주의 원명은 증류, 땀을 가리키는 아랍어인 ‘아라크(Araq)를 한역(漢譯)한 아자길(阿刺吉)·아리걸(阿里乞)’이라고 중국문헌에 나오며, 한국 평안북도의 경우 아랑주, 개성지방에서는 아락주라고 하는 데서도 그 흔적이 드러난다. 불을 붙이면 불이 난다고 화주(火酒), 한 방울씩 모아서 된 술이라 하여 노주(露酒), 한주(汗酒)라고도 부른다.

## 유래
페르시아의 과학자인 무하마드 자케리아 라지가 최초로 알코올의 증류(蒸溜)를 발견했다고 한다. 이후 몽골이 페르시아의 이슬람 문화를 받아들이면서 증류 방식의 술을 들여왔다.

## 제조
- 증류식 소주는 전통적으로 ‘소줏고리’라는 장치를 이용한다. 이 장치는 아래위 두 부분으로 되어있는데 큰 솥에 청주 혹은 막걸리를 넣고 위에 고리를 올린 후 위층에 물을 붓고 아궁이에 불을 땐다. 그러면 알코올이 물보다 끓는점이 낮기 때문에 먼저 기체가 되어 날아오른다. 이 때 위층에 있는 냉각수와 만나 결로 되어 이슬처럼 떨어진다. 이러한 증류액을 모은 것이 소주가 된다.

- 희석식 소주는 당밀 타피오카 등으로 만든 술을 증류기로 증류하여 주정을 만들고, 이 주정에 물을 희석하여 정제한다. 오늘날 시중에 파는 거의 대부분의 소주들이 희석식으로 만들어진다.

## 빈용기 보증금 제도
주류나 음료의 판매 가격에 공병값을 포함시켜, 소비자가 공병을 반환할 시에 보증금을 반환해주는 제도이다.
190ml 미만은 70원, 190ml이상~400ml미만은 100원, 400ml이상~1,000ml미만은 130원, 1.000ml이상은 350원에 반환받을 수 있다.
1일 30병 미만에 대한 구입영수증은 요구 불가하며, 30병 이상일 때에는 구매증빙 영수증이 있으면 교환이 가능하다.